# Paul Robinson (football, 1978)
Pour les articles homonymes, voir Paul Robinson et Robinson.
Paul Peter Robinson, né le 14 décembre 1978 à Watford, est un footballeur anglais qui évolue au poste de défenseur. Son dernier club était Birmingham City.

## Biographie
Le 25 septembre 2012, il signe un contrat d'un mois à Birmingham City.
À l'issue de la saison 2017-18, il annonce sa retraite. 

## Palmarès
- Watford
  - Champion d'Angleterre de D3 en 1998.
- West Bromwich Albion
  - Champion d'Angleterre de D2 en 2008.